# Festival international du film de Locarno 2013

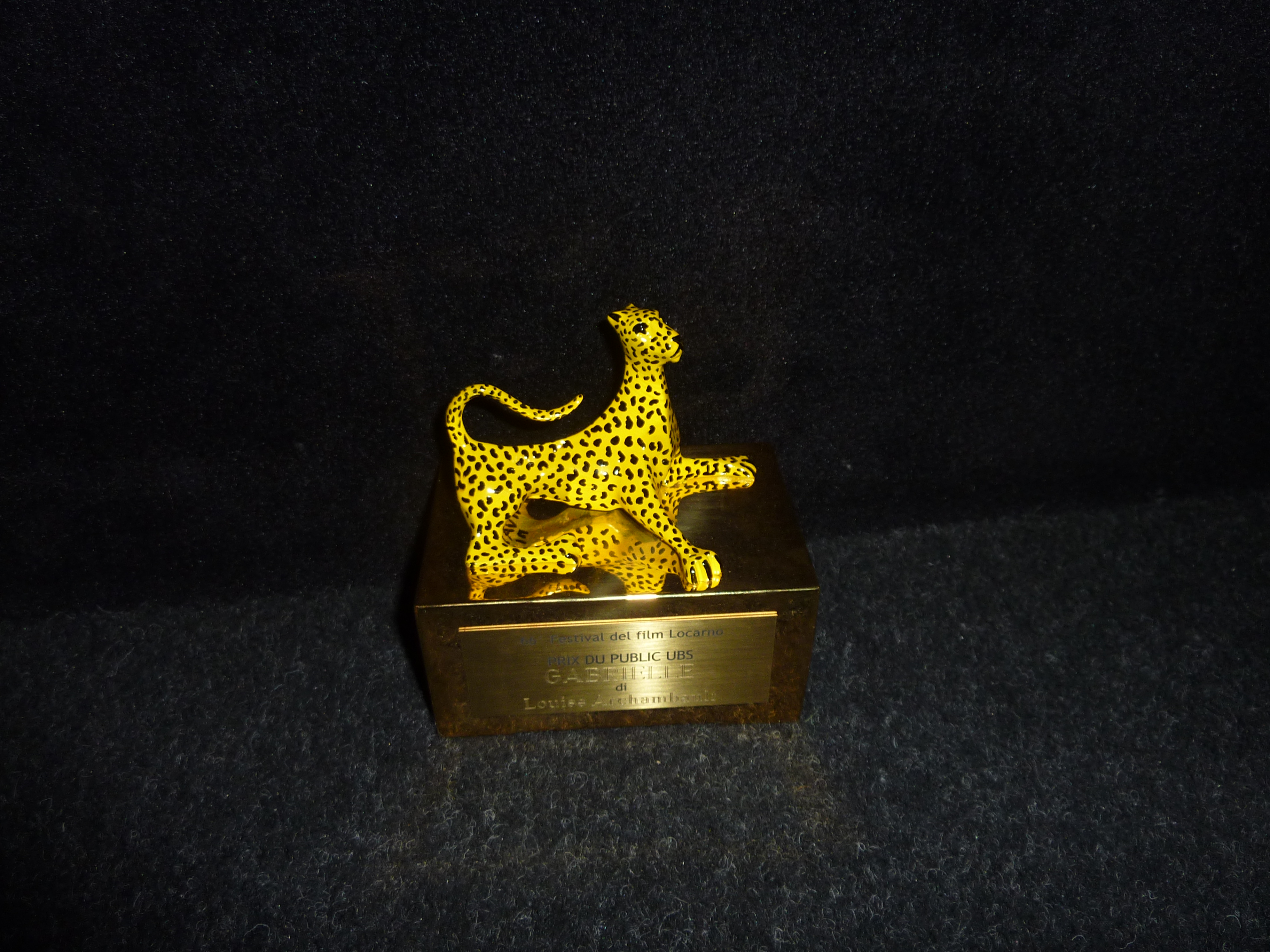

Le festival international du film de Locarno 2013, la 66e édition du festival (66° Festival del film Locarno), s'est déroulé du 7 au 17 août 2013 et a constitué la première édition dirigée par Carlo Chatrian.

## Jurys

### Concorso internazionale
- Lav Diaz, réalisateur  Philippines (président)
- Matthias Brunner, expert de cinéma  Suisse
- Juan de Dios Larraín, producteur  Chili
- Valérie Donzelli, réalisatrice, actrice  France
- Yorgos Lanthimos, réalisateur, producteur  Grèce

### Pardi di domani
- Adriano Aprà, réalisateur, critique de cinéma  Italie (président)
- Marta Andreu, productrice  Espagne
- Emir Baigazin, réalisateur  Kazakhstan
- Grégoire Colin, acteur, réalisateur  France
- Basil da Cunha, réalisateur  Suisse

### Concorso Cineasti del presente
- Hartmut Bitomsky, réalisateur, producteur  Allemagne (président)
- Tine Fischer, directrice de festival  Danemark
- Daniele Gaglianone, réalisateur  Italie
- Peaches, musicienne, réalisatrice  Canada
- Nicolás Pereda, réalisateur  Mexique

### Opera Prima
- Luciano Barisone, critique de cinéma  Italie  Suisse
- Scott Foundas, critique de cinéma  États-Unis
- Shelly Kraicer, critique de cinéma  Canada

## Sélection

### Concorso internazionale
- Métabolisme ou quand le soir tombe sur Bucarest de Corneliu Porumboiu  Roumanie
- E Agora? Lembra-me de Joaquim Pinto  Portugal
- Educação Sentimental de Júlio Bressane  Brésil
- El Mudo de Daniel Vega et Diego Vega  Pérou  France  Mexique
- Exhibition de Joanna Hogg  Royaume-Uni
- Feuchtgebiete de David Wnendt  Allemagne
- Gare du Nord de Claire Simon  France  Canada
- Histoire de ma mort (Historia de la meva mort) d'Albert Serra  Espagne  France
- L'Étrange Couleur des larmes de ton corps d'Hélène Cattet et Bruno Forzani  Belgique  France  Luxembourg
- Mary Queen of Scots de Thomas Imbach  Suisse  France
- Pays Barbare de Yervant Gianikian et Angela Ricci Lucchi  Italie
- Real de Kiyoshi Kurosawa  Japon
- Sangue de Pippo Delbono  Italie  Suisse
- States of Grace (Short Term 12) de Destin Cretton  États-Unis
- A Time in Quchi (Shu Jia Zuo Ye) de Chang Tso-chi  Taïwan
- Tableau noir d'Yves Yersin  Suisse
- Backwater (Tomogui) de Shinji Aoyama  Japon
- Sunhi (U ri Sunhi) de Hong Sang-soo  Corée du Sud
- Tonnerre de Guillaume Brac  France
- Une autre vie d'Emmanuel Mouret  France

### Concorso Cineasti del presente
- The Dirties de Matt Johnson  États-Unis  Canada
- By The River (Sai nam tid shoer) de Nontawat Numbenchapol  Thaïlande
- Le Sens de l'humour de Marilyne Canto  France
- L'Harmonie de Blaise Harrison  France  Suisse
- Los insólitos peces gato de Claudia Sainte-Luce  Mexique
- Chameleon (Buqälämun) de Elvin Adigozal et Ru Hasanov  Azerbaïdjan  France  Russie
- Costa da morte de Lois Patiño  Espagne
- Manakamana de Stephanie Spray et Pacho Velez Martedì  Népal  États-Unis
- The Stone de Cho Se-rae  Corée du Sud
- The Ugly One de Eric Baudelaire  France
- Mouton de Gilles Deroo et Marianne Pistone  France
- Distant (Yuan Fang) de Zhengfan Yang  Chine
- The Unity of All Things 物之合 de Alexander Carver et Daniel Schmidt  États-Unis
- Forty Years From Yesterday de Robert Machoian et Rodrigo Ojeda-Beck  États-Unis
- Roxanne de Valentin Hotea  Roumanie  Hongrie
- Pourvu qu'on m'aime (The Special Need) de Carlo Zoratti  Allemagne  Italie

### Pardi di domani
- 6 stora fiskar
- ’A iucata
- Acrobat
- Alfonso
- Bonne espérance
- Chigger Ale
- Dead End
- D'où que vienne la douleur
- Endorphin
- Freunde
- Fun City
- Hasta Santiago
- Here Come the Girls
- La Fille aux feuilles
- La quietud
- La strada di Raffael
- Les Jours d'avant
- Los pálidos
- Lui, Hitler et moi
- Nasza klątwa
- Plimbare
- Pride
- Quelqu'un d'extraordinaire
- Répondre à la commande, détourner, remonter
- Skinny Boy
- Sortie de route
- Tadpoles
- Tremor
- Vehu holech
- Versailles
- Vigia
- Von Hunden und Tapeten
- Z1
- Zima
- Zinneke

### Hors compétition

#### Piazza Grande
Par ordre de projection sur la Piazza.
- Le Jardin des Finzi-Contini (Il giardino dei Finzi-Contini, 1970) de Vittorio De Sica  Italie
- Chinatown (1974) de Roman Polanski  États-Unis
- 2 Guns (2013) de Baltasar Kormákur  États-Unis (film d'ouverture)
- Vijay and I (2013) de Sam Garbarski  Allemagne  Belgique  Luxembourg
- La variabile umana (2013) de Bruno Oliviero  Italie
- Wrong Cops (2013) de Quentin Dupieux  États-Unis  France
- The Keeper of Lost Causes - Jussi Adler-Olsen (2013) de Mikkel Nørgaard  Allemagne  Danemark  Suède
- Les Grandes Ondes (à l'ouest) (2013) de Lionel Baier  France  Portugal  Suisse
- Riches et Célèbres (Rich and Famous, 1981) de George Cukor  États-Unis
- Gabrielle (2013) de Louise Archambault  Canada
- L'Expérience Blocher (2013) de Jean-Stéphane Bron  France  Suisse
- Gloria (2013) de Sebastián Lelio  Chili
- Mr. Morgan's Last Love (2013) de Sandra Nettelbeck  Allemagne  Belgique
- Blue Ruin (2013) de Jeremy Saulnier  États-Unis
- Il était temps (About Time, 2013) de Richard Curtis  Royaume-Uni
- Fitzcarraldo (1982) de Werner Herzog  Allemagne  Pérou
- Sur le chemin de l'école (2013) de Pascal Plisson  France (film de clôture)
- Les Miller, une famille en herbe (We're the Millers) de Rawson Marshall Thurber  États-Unis

#### Fuori concorso
- A Spell to Ward Off the Darkness
- America
- Attesa di un'estate (frammenti di vita trascorsa)
- Black Stone
- Bring the Sun Home
- Cherry Pie
- Death Row II de Werner Herzog  États-Unis
  - Portrait: Blaine Milam
  - Portrait: Darlie Routier
  - Portrait: Douglas Feldman
  - Portrait: Robert Fratta
- Dignity
- During the Day My Vision Is Perfect
- El futuro
- Géographie humaine
- Hekayat an elhob walhayat walmawt
- Heritage
- How to Disappear Completely
- Indebito
- La Passione di Erto
- Le Tableau
- Light Horizon
- Lo que el fuego me trajo
- Los Andes
- Mahjong
- O Corpo de Afonso
- Over There
- Que d'amour
- Se Eu Fosse Ladrão... Roubava
- Someone's Wife in the Boat of Someone's Husband
- Sorcière japonaise
- Strangers When We Meet
- The End of Walnut Grove
- The Green Serpent – Of Vodka, Men and Distilled Dreams
- Un Conte de Michel de Montaigne
- Untold Stories
- Zabad

#### Premi speciali
Films en l'honneur de Victoria Abril, Werner Herzog et Christopher Lee.
- 101 Reykjavík (2000) de Baltasar Kormákur  Islande
- 2001, l'Odyssée de l'espace (2001: A Space Odyssey, 1968) de Stanley Kubrick  États-Unis
- Aguirre, la colère de Dieu (Aguirre, der Zorn Gottes, 1972) de Werner Herzog  Allemagne
- Attache-moi ! (¡Átame!, 1990) de Pedro Almodóvar  Espagne
- Les nains aussi ont commencé petits (Auch Zwerge haben klein angefangen, 1970) de Werner Herzog  Allemagne
- Rencontres du troisième type (Close Encounters of the Third Kind, 1977) de Steven Spielberg  États-Unis
- Conte d'été (1996) de Éric Rohmer  France
- Grizzly Man (2005) de Werner Herzog  États-Unis
- L'Énigme de Kaspar Hauser (Kaspar Hauser - Jeder für sich und Gott gegen Alle, 1974) de Werner Herzog  Allemagne
- Dans l'œil d'un tueur (My Son My Son, What Have Ye Done?, 2009) de Werner Herzog  Allemagne  États-Unis
- Noce Blanche (1989) de Jean-Claude Brisseau  France
- Nosferatu, fantôme de la nuit (Nosferatu: Phantom der Nacht, 1979) de Werner Herzog  Allemagne
- Silent Running (1972) de Douglas Trumbull  États-Unis
- Le Chien des Baskerville (The Hound of the Baskervilles, 1959) de Terence Fisher  Royaume-Uni
- The White Diamond (2004) de Werner Herzog  Allemagne
- The Wicker Man (2006) de Neil LaBute  Allemagne  États-Unis
- The Wild Blue Yonder (2005) de Werner Herzog  Allemagne
- Umbracle (1972) de Pere Portabella  Espagne
- Au-dessous du volcan (Under the Volcano, 1984) de John Huston  États-Unis
- Le Pays où rêvent les fourmis vertes (Wo die grünen Ameisen träumen, 1984) de Werner Herzog  Allemagne

#### I film delle giurie
- 108 - Cuchillo de Palo (2010) de Renate Costa  Espagne
- Alps (Αλπεις, Alpis, 2011) de Yórgos Lánthimos  Grèce
- Até Ver a Luz (2013) de Basil da Cunha  Suisse
- B-52 (2001) de Hartmut Bitomsky  Allemagne  États-Unis  Suisse
- Leçons d'harmonie (2013) de Emir Baigazin  Allemagne  France  Kazakhstan
- I nostri anni (2000) de Daniele Gaglianone  Italie
- La Baie du renard (2008) de Grégoire Colin  France
- Lisières (2012) de Grégoire Colin  France
- L'orecchio ferito del piccolo comandante (1993) de Daniele Gaglianone  Italie
- Norte, the End of History (Norte, hangganan ng kasaysayan, 2013) de Lav Diaz  Philippines
- Peaches Does Herself (2012) de Peaches  Allemagne
- Perpetuum mobile (2009) de Nicolás Pereda  Canada  France  Mexique

#### Retrospettiva George Cukor
La rétrospective de l'année a été dédiée à George Cukor.

#### Semaine de la critique
- Big Men de Rachel Boynt  Danemark  États-Unis  Royaume-Uni
- The Unplaceables (De Onplaatsbaren) de René A. Hazekamp  Pays-Bas
- Die Hüter der Tundra de René Harder  Allemagne  Norvège
- Earth's Golden Playground de Andreas Horva  Autriche  Canada
- Master of the Universe de Marc Bauder  Allemagne  Autriche
- Flowers from the Mount of Olives (Õlimäe õied) de Heilika Pikkov  Estonie
- Watermarks – Three Letters from China de Luc Schaedler  Suisse

#### Appellations  Suisse
- Annelie (de)
- Argerich
- Der Imker de Mano Khalil
- Frühzug
- Harry Dean Stanton: Partly Fiction
- Karma Shadub
- La Clé de la chambre à lessive
- La Nuit de l'ours
- La Petite Dame du Capitole
- Les Frères Bapst, charretiers
- Man kann nicht alles auf einmal tun, aber man kann alles auf einmal lassen
- Sâdhu
- Thorberg
- Tutto parla di te
- Verliebte Feinde

## Palmarès
Note : sauf mention contraire, les informations ci-dessous sont issues du site officiel du festival.

### Concorso internazionale
- Léopard d'or : Historia de la meva mort d'Albert Serra
- Prix spécial du jury : E Agora? Lembra-me de Joaquim Pinto
- Léopard pour la meilleure réalisation : Hong Sang-soo pour U ri Sunhi
- Léopard pour la meilleure interprétation masculine : Fernando Bacilio pour El Mudo
- Léopard pour la meilleure interprétation féminine : Brie Larson pour States of Grace (Short Term 12)
- Mentions spéciales :
  - States of Grace (Short Term 12) de Destin Cretton
  - Tableau noir d'Yves Yersin

### Concorso Cineasti del presente
- Léopard d'or : Manakama de Stephanie Spray et Pacho Velez
- Prix du meilleur réalisateur émergent : Lois Patiño pour Costa Da Morte
- Prix spécial du jury : Mouton de Gilles Deroo et Marianne Pistone
- Mention spéciale : By The River (Sai Nam Tid Shoer) de Nontawat Numbenchapol

### Pardi di domani

#### Compétition internationale
- Pardino d'or : La Strada di Raffael d'Alessandro Falco
- Pardino d'argent : Zima de Cristina Picchi
- Prix Pianifica : Zima de Cristina Picchi
- Prix Film et Vidéo Untertitelung : Tadpoles d'Ivan Tan
- Mention spéciale : Endrophin de Reza Gamini

#### Compétition nationale
- Pardino d'or du meilleur court métrage suisse : 'A Iucata de Michele Pennetta
- Pardino d'argent : Vigia de Marcel Barelli
- Prix Action Light du meilleur espoir suisse : La Fille aux feuilles de Marina Rosset

### Opera Prima
- Léopard de la première œuvre : Mouton de Gilles Deroo et Marianne Pistone
- Mention spéciale : Manakama de Stephanie Spray et Pacho Velez

### Piazza Grande
- Prix du public : Gabrielle de Louise Archambault
- Variety Piazza Grande Award : 2 Guns de Baltasar Kormákur

### Jurys indépendants

#### Jury œcuménique
- Prix du jury œcuménique : States of Grace (Short Term 12) de Destin Cretton
- Mention spéciale : Tableau noir d'Yves Yersin

#### Jury FIPRESCI
- Prix FIPRESCI : E Agora? Lembra-me de Joaquim Pinto
- Label Europa Cinemas : Tableau noir d'Yves Yersin

#### Jury Fédération internationale des ciné-clubs
- Prix de la Fédération internationale des ciné-clubs : Sangue de Pippo Delbono
- Mention spéciale : Tonnerre de Guillaume Brac

#### Cinema e Gioventù
- Premier prix : Backwater (Tomogui) de Shinji Aoyama
- Deuxième prix : States of Grace (Short Term 12) de Destin Cretton
- Troisième prix : E Agora? Lembra-me de Joaquim Pinto
- Prix « L'environnement, c'est la qualité de la vie » : Tableau noir d'Yves Yersin

#### Semaine de la critique
- Prix de la Semaine de la critique : Master of the Universe de Marc Bauder
- Prix Zonta Club Locarno du film qui promeut au mieux la justice et l'équité sociale : Flowers from the Mount of Olives (Õlimäe Õied) de Heilika Pikkov

#### Courts métrages
- Meilleur court métrage : Los Insólitos Peces Gato de Claudia Sainte-Luce
- Meilleur court métrage international : Quelqu'un d'extraordinaire de Monia Chokri
- Meilleur court métrage suisse : Alfonso de Jan-Eric Mack

### Prix spéciaux
- Léopard d'honneur : Sergio Castellitto[3]
- Prix Raimondo Rezzonico du meilleur producteur indépendant : Margaret Ménégoz, directrice des Films du Losange[4]